# Сольферино
Сольфери́но (итал. Solferino) — коммуна в Италии, располагается в регионе Ломбардия, подчиняется административному центру Мантуя.
Расположено на возвышенности к югу от озера Гарда, в 7 км к западу от реки Минчо.
По данным на сентябрь 2017 года население составляет 2606 человек, плотность населения — 202 чел./км². 
Покровителем коммуны почитается святитель Николай Мирликийский, празднование 6 декабря.
12 (24) июня 1859 около Сольферино состоялось сражение между австрийской, французской и сардинской армиями, под командованием императоров Франца-Иосифа, Наполеона III и Виктора-Эммануила соответственно, которое в XIX веке относили к числу самых кровопролитных. Количество раненых и погибших побудили швейцарского врача и общественного деятеля Анри Дюнана, находившегося в тот момент в Сольферино, инициировать создание международного движения Красного Креста.

## Население
| 1990 | 2009 | 2012 | 2013 | 2014 | 2015 | 2016 | 2017 |
| ---- | ---- | ---- | ---- | ---- | ---- | ---- | ---- |
| 2100 | 2308 | 2528 | 2590 | 2577 | 2590 | 2642 | 2641 |

## Города-побратимы
- Сольферино, Франция (1963)
- Шатийон-сюр-Эндр, Франция (2003)